# Shahrestān di Arsanjan
Lo shahrestān di Arsanjan (farsi شهرستان ارسنجان) è uno dei 29 shahrestān della provincia di Fars, in Iran. Il capoluogo è Arsenjan. 